# Tubo Geiger-Müller

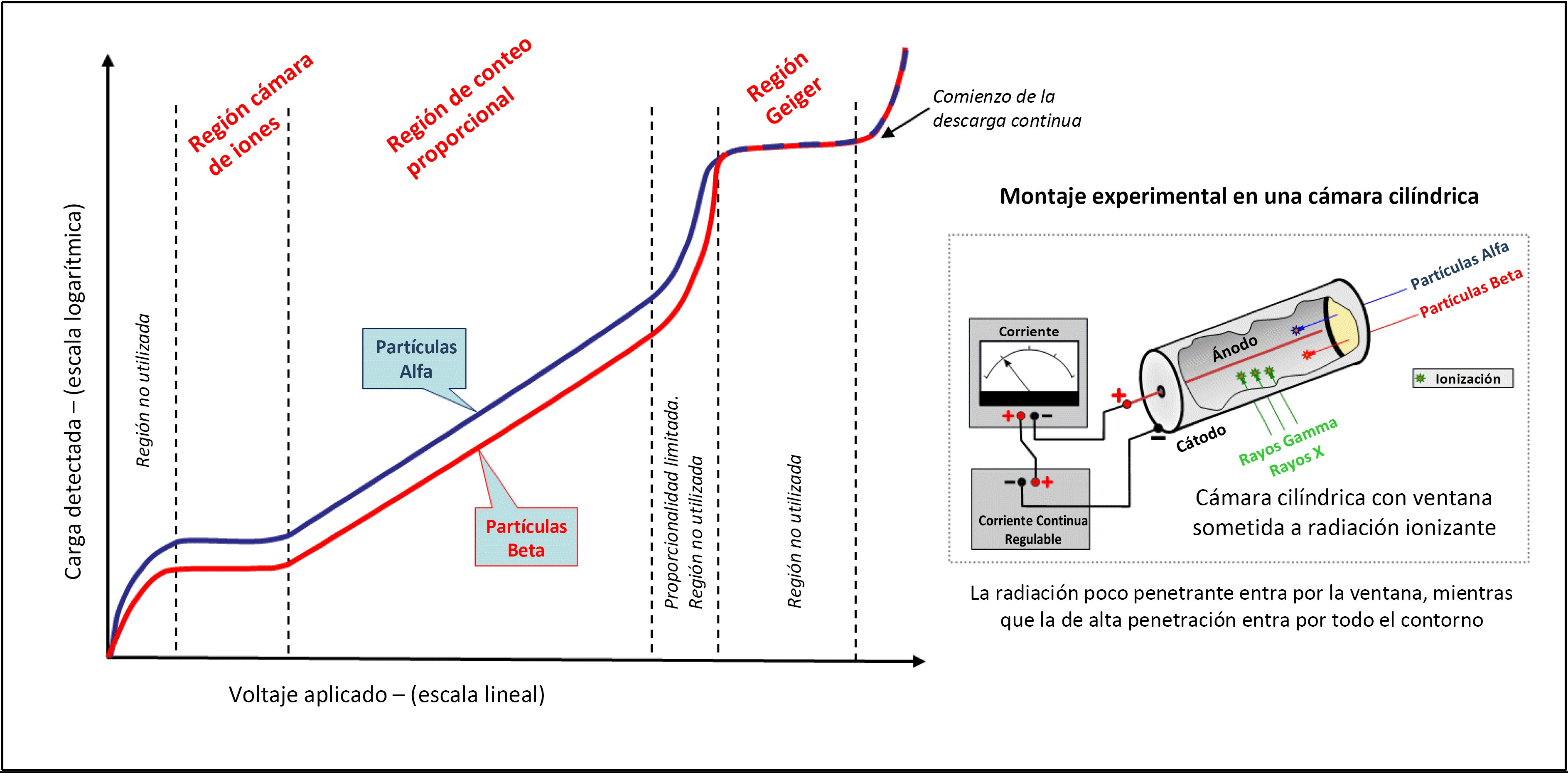
Diagrama de la formación de pares iónicos, con la corriente de iones en un eje, y en el otro el voltaje aplicado en un detector de radiación cilíndrico de gas con un ánodo en forma de alambre central.

El tubo Geiger-Müller o tubo G-M es el elemento de detección del instrumento denominado contador Geiger utilizado para la detección de radiación ionizante. Debe su nombre a Hans Geiger, que descubrió el principio en 1908, y a Walter Müller, que colaboró con Geiger en el desarrollo técnico en 1928 para producir un tubo práctico que podía detectar numerosos tipos de partículas radiactivas diferentes.
Es un tipo de detector de ionización gaseosa que utiliza el fenómeno de la avalancha de Townsend para producir un pulso electrónico fácilmente detectable a partir de algo tan mínimo como un solo evento ionizante debido a la presencia de una partícula de radiación. Se utiliza para la detección de la radiación gamma, rayos X, y las partículas alfa y beta. También puede ser adaptado para detectar neutrones. El tubo opera en la región "Geiger" del par generador de iones, de acuerdo con el gráfico adjunto que muestra la corriente de iones contra el voltaje aplicado en un detector gaseoso.
Si bien es un detector robusto y de bajo coste, el tubo G-M no es capaz de medir altas tasas de radiación de manera eficiente, tiene una vida finita en las zonas de alta radiación y es incapaz de medir la energía de la radiación incidente, por lo que no se puede generar información espectral y no permite discriminar el tipo de radiación detectada.

## Principio de funcionamiento

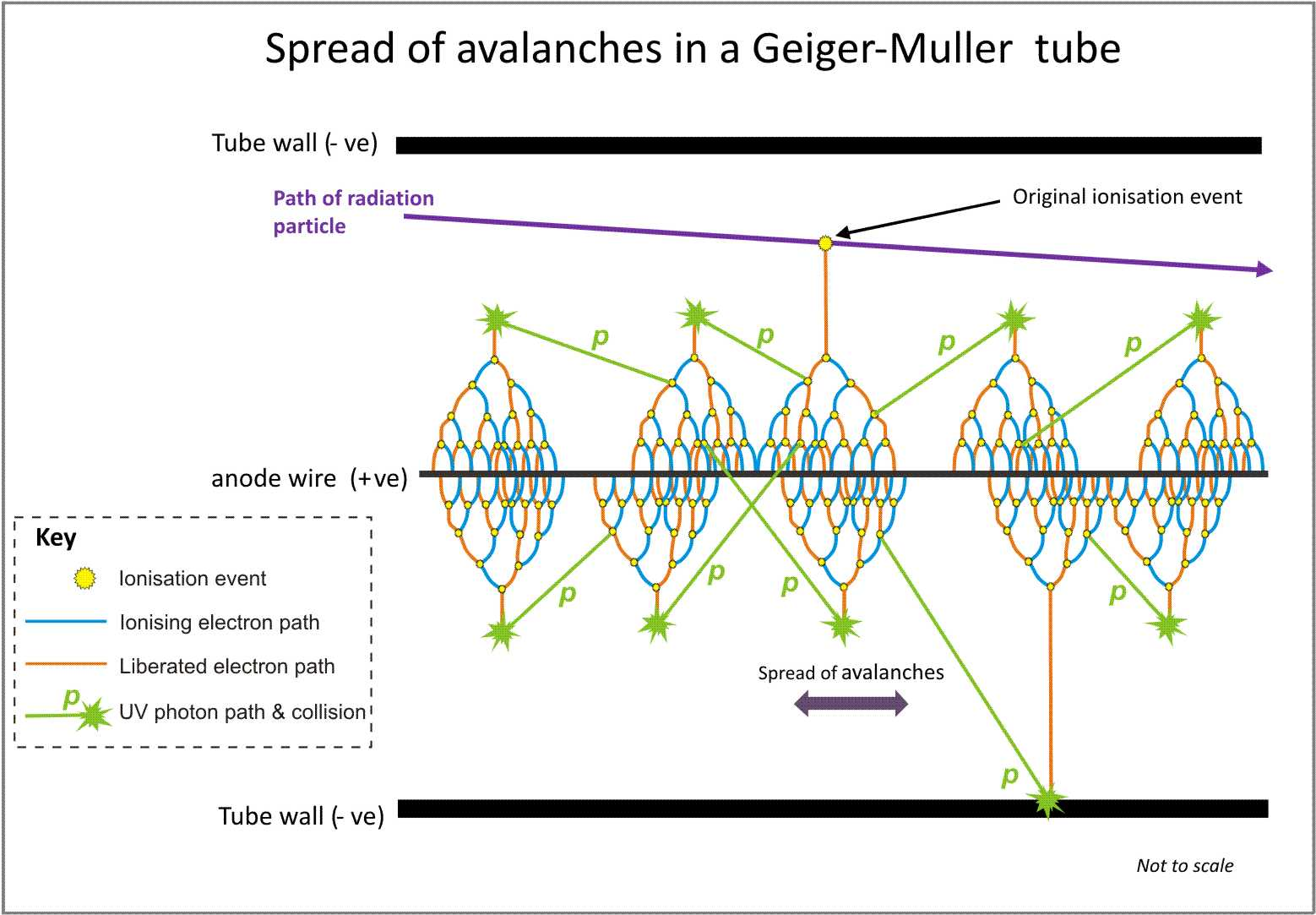
Visualización de la propagación de las avalanchas de Townsend desencadenadas por fotones ultravioleta. Este mecanismo permite que un único evento ionizante, ionice a su vez todo el gas alrededor del ánodo, desencadenando múltiples avalanchas.

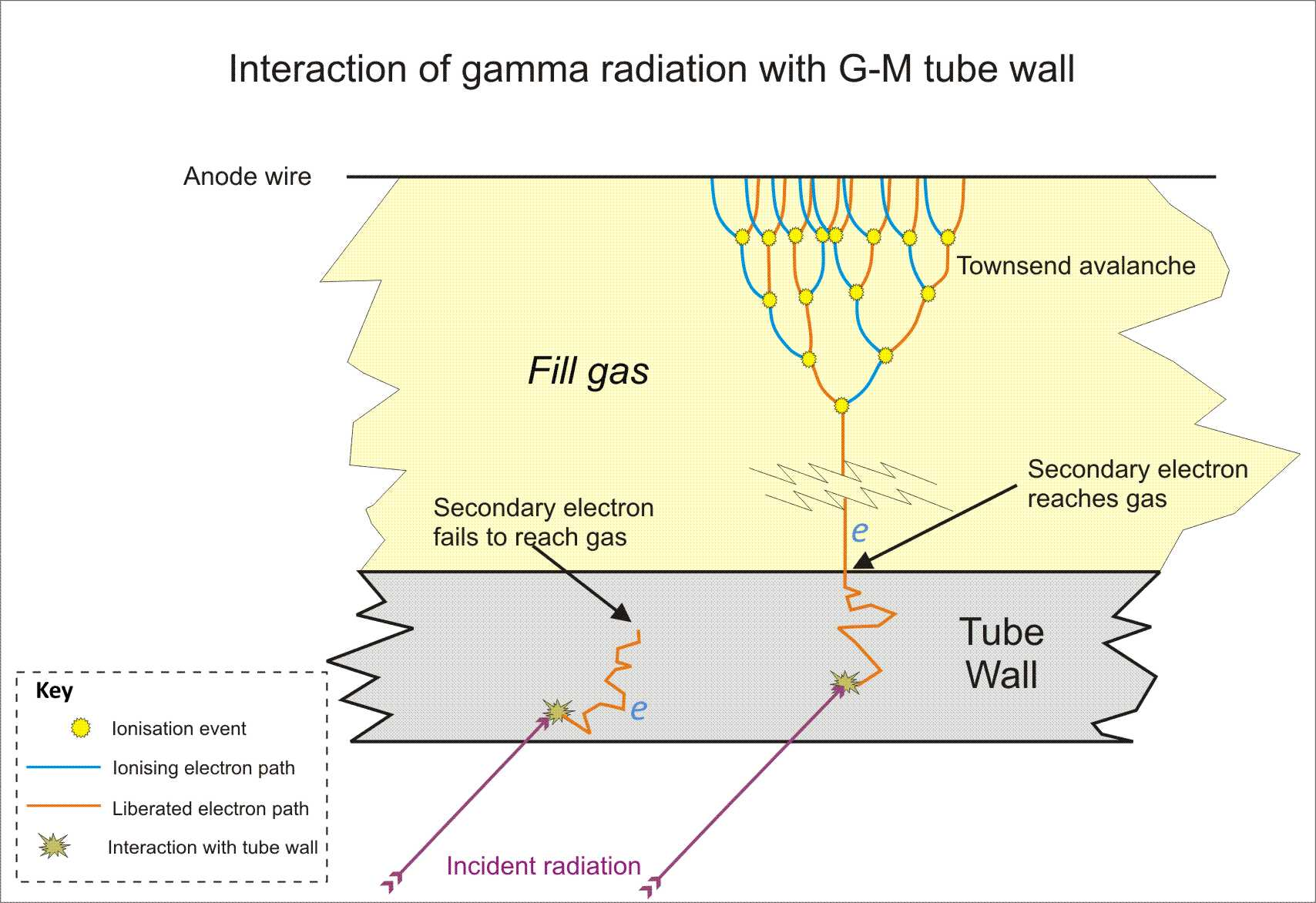
Detection de rayos gamma de alta energía en un tubo blindado. Los electrones secundarios generados en el revestimiento pueden alcanzar el gas del tubo produciendo avalanchas. Avalanchas múltiples omitidas para una mayor claridad

El tubo se compone de una cámara llena de un gas inerte a baja presión (de aproximadamente 0,1 atmósferas). Esta contiene dos electrodos, entre los cuales existe una diferencia de potencial de varios cientos de voltios. Las paredes del tubo son o bien de metal o tienen su superficie interior recubierta con un conductor para formar el cátodo, mientras que el ánodo es un hilo en el centro de la cámara.
Cuando la radiación ionizante golpea el tubo, algunas moléculas del gas se ionizan, ya sea directamente por la radiación incidente o indirectamente por medio de los electrones secundarios producidos en las paredes del tubo. Esto crea iones cargados positivamente y electrones libres, conocidos como pares de iones en el gas que llena la cápsula cilíndrica. El fuerte campo eléctrico creado por los electrodos del tubo acelera los iones positivos hacia el cátodo y los electrones hacia el ánodo. Cerca del ánodo, en la "región de avalancha" los electrones ganan energía suficiente para ionizar las moléculas de gas adicionales y crear un gran número de avalanchas de electrones que se extienden a lo largo del ánodo y movilizan eficazmente toda la región de avalancha. Este es el efecto "multiplicador del gas", característica clave del tubo para que sea capaz de producir un impulso de salida significativo a partir de tan solo un único evento ionizante.
Considerando sólo una avalancha a partir del evento ionizante original, entonces el número de moléculas excitadas sería del orden de 106 a 108. Sin embargo, en la práctica resulta la producción de avalanchas múltiples, con un factor de multiplicación aún mayor que puede producir alrededor de 109 a 1010 pares de iones. La creación de múltiples avalanchas se debe a la producción de fotones ultravioletas en la avalancha original, que no se ven afectados por el campo eléctrico y se mueven lateralmente con respecto al eje del ánodo para provocar nuevos eventos ionizantes por colisión con las moléculas del gas. Estas colisiones producen nuevas avalanchas, que a su vez producen más fotones, y por lo tanto más avalanchas en una reacción en cadena que se extiende lateralmente a través del gas de relleno, y envuelve el cable del ánodo. El diagrama adjunto muestra este proceso de forma gráfica. La velocidad de propagación de las avalanchas es típicamente 2-4 cm por microsegundo, de manera que para los tamaños comunes de tubos, la ionización completa del gas alrededor del ánodo tarda sólo unos microsegundos.
Este breve intenso pulso de corriente, se puede medir como un evento contable en forma de un pulso de voltaje desarrollado a través de una resistencia eléctrica externa que puede ser del orden de voltios, haciendo así más sencillo el procesamiento electrónico.
La descarga termina por el efecto colectivo de los iones positivos creados por las avalanchas. Estos iones tienen menor movilidad que los electrones libres debido a su mayor masa y permanecen en la zona del alambre del ánodo. Esto crea una "carga espacial", que contrarresta el campo eléctrico que es necesario para la generación de una avalancha continua. Para una geometría del tubo particular y una tensión de funcionamiento dada, el final de este proceso siempre se produce cuando se ha creado un cierto número de avalanchas, por lo tanto, los pulsos desde el tubo siempre son de la misma magnitud, independientemente de la energía de la partícula iniciadora. En consecuencia, no hay información sobre la energía de radiación en los pulsos, lo que significa que el tubo Geiger-Muller no puede ser utilizado para generar información espectral de la radiación incidente.
La presión del gas de llenado es importante en la generación de avalanchas. Una presión demasiado baja reduce la eficiencia de la interacción con la radiación incidente. Con una presión demasiado alta, el "recorrido libre medio" para las colisiones entre electrones acelerados y el gas de llenado es demasiado pequeña, y los electrones no pueden reunir suficiente energía entre cada colisión para causar ionización del gas. La energía adquirida por los electrones es proporcional a la relación "e/p", donde "e" es la intensidad del campo eléctrico en ese punto en el gas, y "p" es la presión del gas.

## Tipos de tubo
En términos generales, hay dos tipos principales de construcción de tubo Geiger.

### Tipo de ventana final

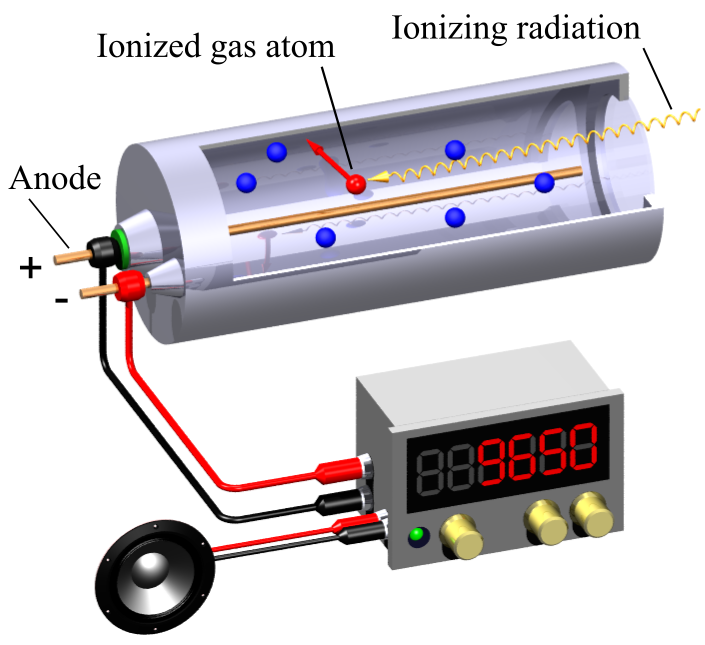
Esquema de un contador Geiger con tubo del tipo de "ventana final" para radiaciones poco penetrantes. Se utiliza un altavoz como indicador

Para las partículas alfa, partículas beta de baja energía y rayos X de baja energía, la forma habitual es un tubo cilíndrico con una pequeña ventana. En este tipo de tubo la ventana se suele situar en una de las bases del cilindro, y se recubre de un material delgado a través del que puede pasar fácilmente la radiación de baja penetración. La mica es un material utilizado comúnmente debido a su baja masa por unidad de área. En el otro extremo se encuentra la conexión eléctrica con el ánodo.

#### Tubo"pancake"

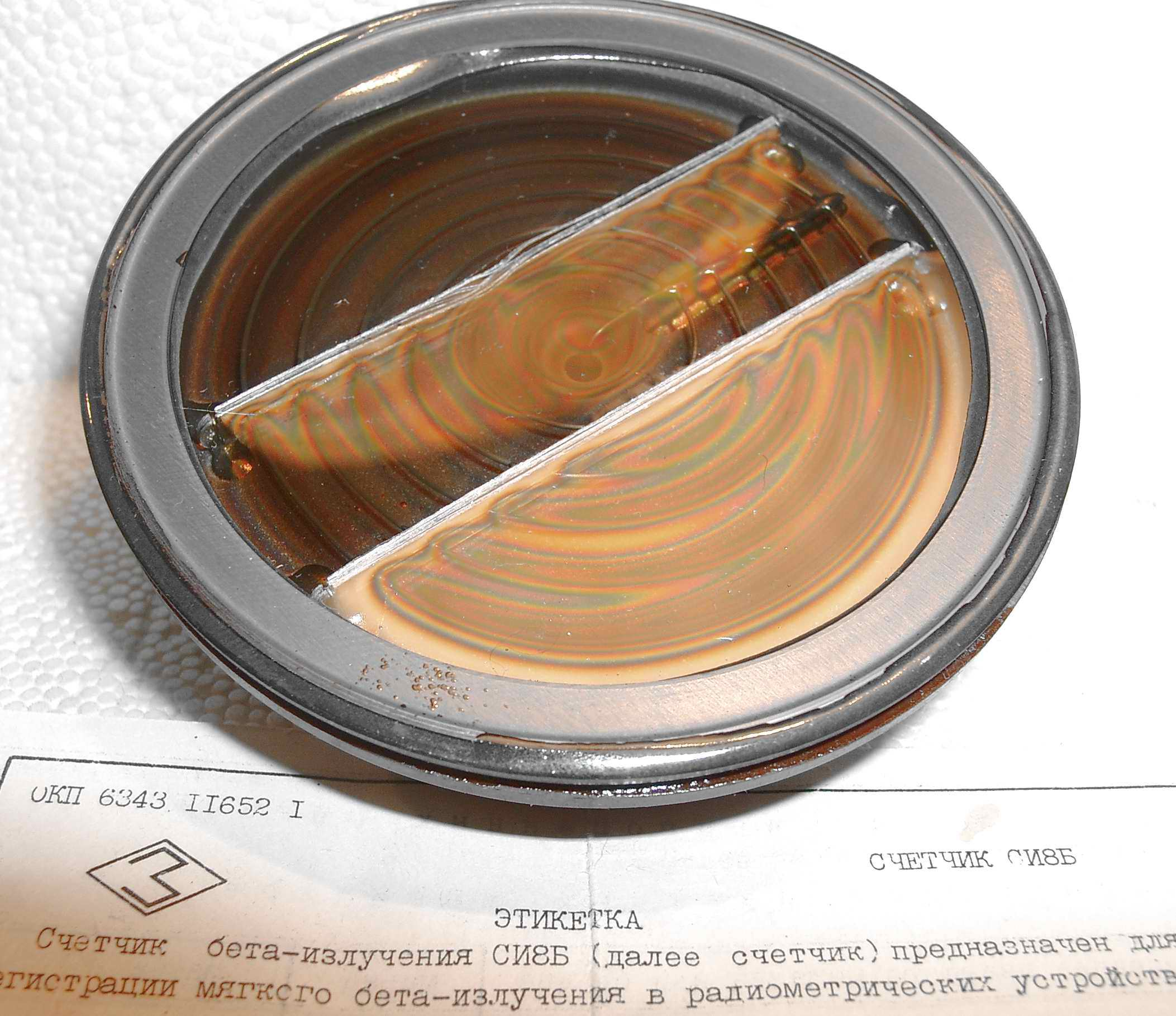
Tubo G–M tipo pancake, donde se puede ver el ánodo circular concéntrico.

El tubo pancake es una variante del tubo de ventana final, diseñado para su uso para controlar la contaminación beta y gamma. Tiene más o menos la misma sensibilidad a las partículas que el tipo de ventana final, pero tiene una forma anular plana (de ahí la denominación de pancake; tortita en español) similar a un disco, con lo que el área de la ventana es más grande y se puede utilizar con un mínimo espacio para el gas. Al igual que el tubo cilíndrico de ventana final, la mica es un material utilizado comúnmente en la ventana debido a su bajo peso por unidad de área. El ánodo es normalmente multi-cable con círculos concéntricos, de modo que se extiende completamente a través del espacio del gas.

### Tipo de ventanas
Este tipo general es distinto al tipo de ventana final, pero tiene dos subtipos principales, que utilizan diferentes mecanismos de interacción con la radiación para obtener el recuento.

#### De pared gruesa

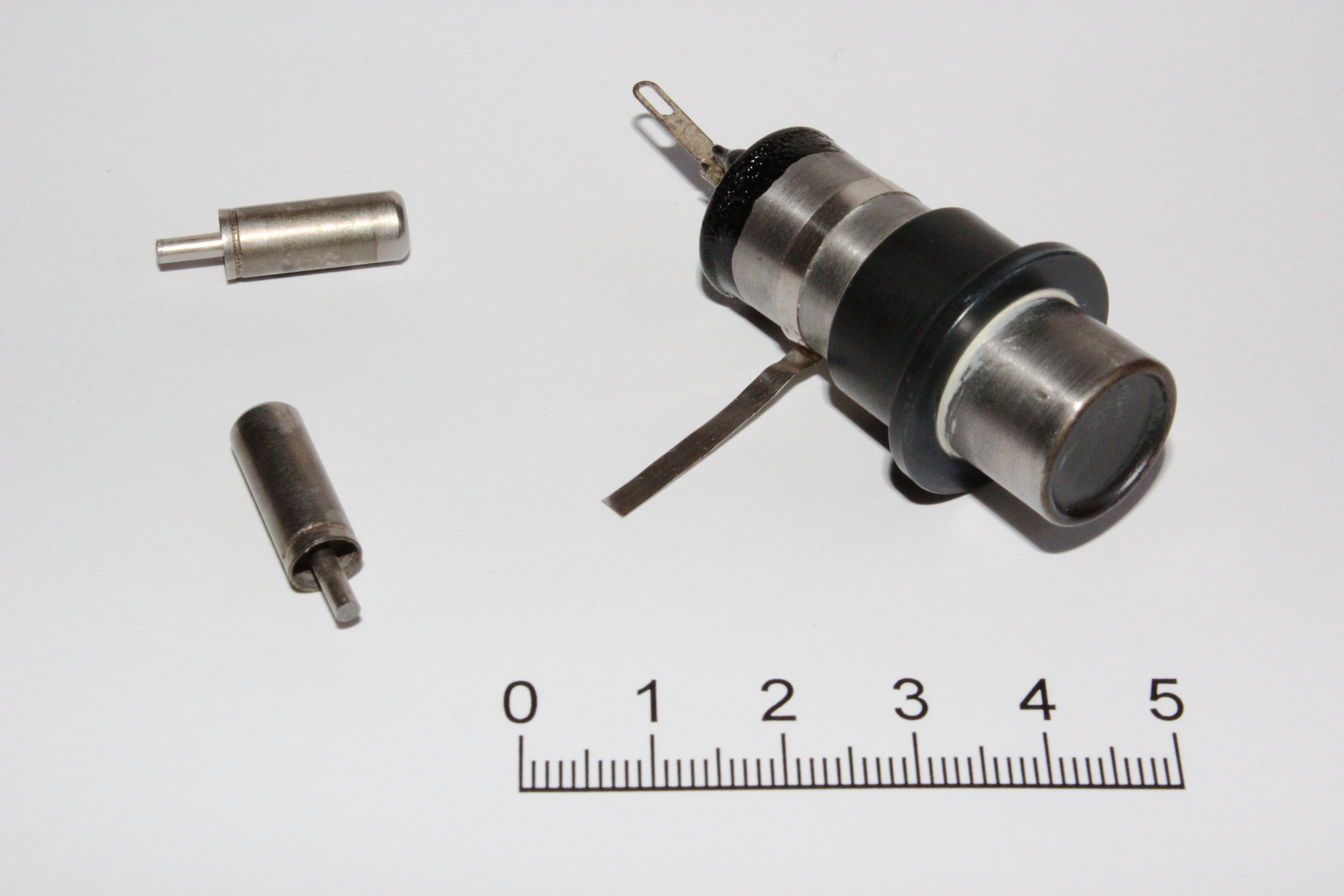
Una selección de tubos G-M de pared gruesa para la detección de rayos gamma. El mayor tiene un anillo de compensación de energía; los otros no están compensados energéticamente

Se utiliza para la detección de rayos gamma de alta energía. Este tipo generalmente tiene un espesor de pared total de aproximadamente 1-2 mm de acero al cromo. Debido a que la mayoría de los fotones gamma de alta energía pasará a través del gas de relleno de baja densidad sin interactuar, el tubo utiliza la interacción de los fotones en las moléculas del material de la pared para producir electrones secundarios de alta energía dentro de la pared. Algunos de estos electrones se producen suficientemente cerca de la pared interior del tubo para escapar en el gas de llenado. Tan pronto como esto sucede, la deriva de electrones al ánodo y una avalancha de electrones se produce como si el electrón libre hubiera sido creado dentro del gas. La avalancha es un efecto secundario de un proceso que se inicia dentro de la pared del tubo; y la avalancha no es el efecto de la radiación directamente en el propio gas.

#### De pared delgada
Los tubos de paredes delgadas se utilizan para:
- Detección beta de alta energía, en el que la radiación beta entra a través del lado del tubo e interactúa directamente con el gas, pero la radiación tiene que ser lo suficientemente energética como para penetrar en la pared del tubo. La radiación beta de baja energía, que penetraría por una ventana final, sería detenida por la pared del tubo.
- Gamma de baja energía y detección de rayos X. Los fotones de energía más baja interactúan mejor con el gas de relleno, por lo que este diseño se centra en el aumento del volumen del gas de llenado mediante el uso de un tubo de pared larga y delgada y no utiliza la interacción de fotones en la pared del tubo. La transición del diseño de pared fina a pared gruesa tiene lugar en los niveles de energía de los 300-400 keV. Por encima de estos niveles se utilizan diseños de paredes gruesas, y por debajo de estos niveles el efecto directo de ionización del gas es predominante.

## Detectores de neutrones
Los tubos G-M no detectarán neutrones, ya que estos no ionizan el gas. Sin embargo, pueden ser producidos los tubos sensibles a los neutrones ya sea recubriendo sus paredes interiores con boro, o utilizando como gas de relleno trifluoruro de boro o helio-3. Los neutrones interactúan con los núcleos de boro, produciendo partículas alfa, o directamente con los núcleos de helio-3 que producen iones de hidrógeno, electrones y tritio. Estas partículas cargadas inician a continuación el proceso de avalancha normal.

## Mezclas de gases
El componente principal de la mezcla de relleno es algún gas inerte, como el helio, el argón o el neón. En algunos casos se utiliza la denominada mezcla Penning, y un gas de "extinción o moderador" compuesto por entre un 5 a 10% de un vapor orgánico, o un gas halógeno para evitar pulsaciones múltiples. El tubo G-M-halógeno fue inventado por Sidney H. Liebson en 1947 y tiene varias ventajas sobre los tubos con gases mezclados. El tubo de descarga de halógeno aprovecha un estado metaestable del átomo de gas inerte para ionizar más fácilmente las molécula del halógeno que un vapor orgánico, permitiendo al tubo operar con voltajes mucho más bajos, típicamente de 400-600 voltios en lugar de 900-1200 voltios. También tiene una vida más larga que los tubos moderados con compuestos orgánicos, debido a que los iones de halógeno pueden recombinarse, mientras que el vapor orgánico se destruye gradualmente durante el proceso de descarga (dando este último una vida de alrededor de 108 eventos). Por estas razones, el tubo relleno de halógeno es ahora el más común.

## Meseta Geiger
La  meseta Geiger es el rango de tensión en el que el tubo GM opera en el modo correcto. Si un tubo G-M se expone a una fuente de radiación constante y la tensión aplicada se incrementa desde cero, se obtiene el gráfico de corriente de iones que se muestra al inicio del presente artículo. En la "región Geiger" el gradiente se aplana; esta zona es la denominada meseta Geiger.
Dependiendo de las características del tubo específico (fabricante, tamaño, tipo de gas, etc.) el rango de tensión de la meseta puede variar. En esta región, la diferencia de potencial en el contador es lo suficientemente fuerte como para permitir la creación de múltiples avalanchas. Una tensión más baja no es suficiente para causar una descarga completa a lo largo del ánodo, y descargas de Townsend individuales son el resultado, con el tubo que trata de actuar como un contador proporcional. Si la tensión aplicada es mayor que la meseta, se forma una descarga luminiscente continua y el tubo no puede detectar la radiación.
La meseta tiene una ligera pendiente causada por el aumento de la sensibilidad a la radiación de baja energía cuando la tensión aumenta. Normalmente, cuando una partícula ioniza átomos de gas, se produce la ionización completa del gas. Sin embargo, para una partícula de baja energía, es posible que la energía cinética además de la energía potencial de la tensión sean insuficientes para que se produzca la avalancha y se recombina el ion. Cuando el voltaje aplicado se eleva, el umbral para la respuesta mínima a la radiación cae, y por lo tanto la sensibilidad del contador se eleva; dando lugar a la pendiente.
La tasa de conteo para una fuente de radiación dada varía ligeramente cuando el voltaje aplicado varía y para evitar esto, se utiliza una tensión estabilizada. Sin embargo, es normal para hacer funcionar el tubo en el centro de la meseta permitir variaciones en el suministro de voltage al tubo.

## Extinción y tiempo muerto

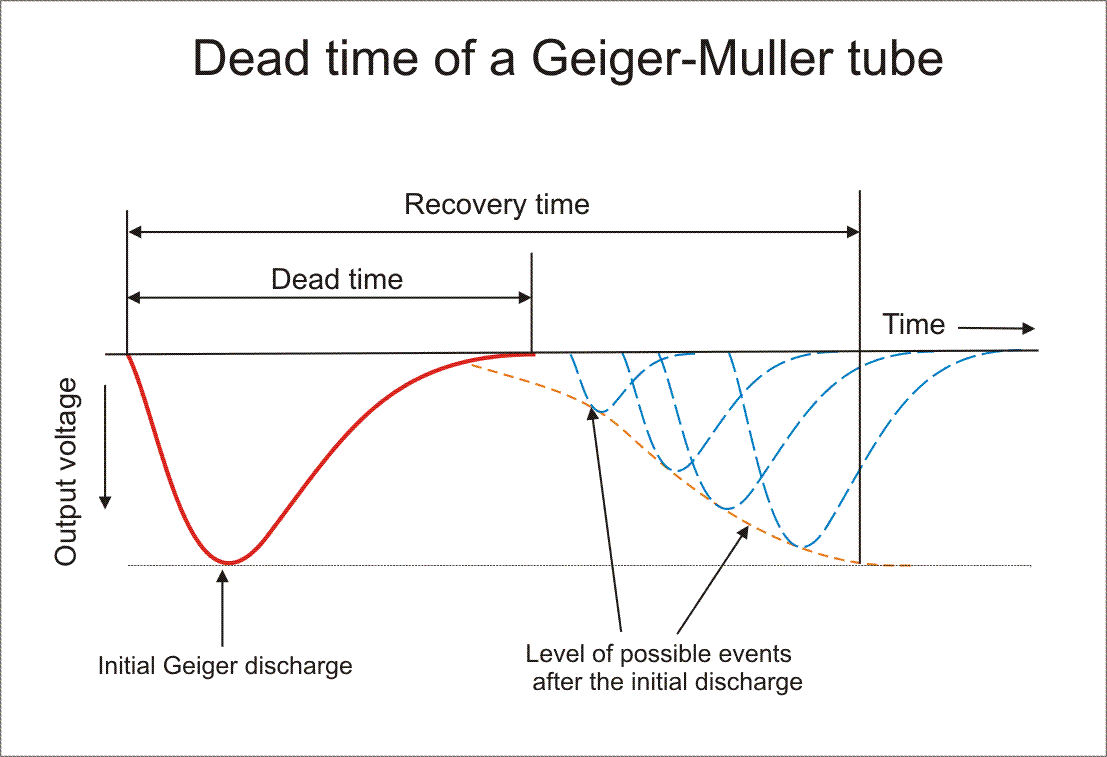
Tiempo muerto y tiempo de recuperación en un tubo Geiger Muller. El tubo no puede producir más impulsos durante el tiempo muerto, y es capaz de producir sólo pulsos de altura limitada hasta que transcurre el tiempo de recuperación.

Un tubo G-M ideal debe producir un único impulso a la entrada de una sola partícula ionizante. No debe producir impulsos espurios, y debe recuperarse rápidamente al estado pasivo. Desafortunadamente para estos requisitos, cuando los iones de argón positivos alcanzan el cátodo y se convierten en átomos de argón neutros de nuevo mediante la obtención de electrones, los átomos pueden adquirir sus electrones en niveles de energía incrementados. Estos átomos vuelven a su estado fundamental emitiendo fotones que a su vez puede producir más eventos de ionización y por lo tanto causar falsas descargas de impulsos secundarios. Si no se hiciera nada para contrarrestarlo, la ionización podría incluso seguir aumentando, provocando la llamada "avalancha" continua, que si se prolongase podría dañar el tubo. Por lo tanto es esencial disponer de alguna forma de extinción (o quenching, en inglés) de la ionización.
La desventaja de la extinción es que por un corto tiempo después de haberse producido un impulso de descarga (el llamado tiempo muerto, que es típicamente de 50-100 microsegundos), el tubo se vuelve insensible y por lo tanto es temporalmente incapaz de detectar la llegada de cualquier otra partícula ionizante. Esto provoca efectivamente una pérdida de recuentos en tasas de recuento suficientemente altas y limita el tubo G-M a una tasa de recuento de entre 104 a 105 impulsos por segundo, dependiendo de sus características. Una consecuencia de esto es que los instrumentos con cámara de ionización a veces se necesitan para tasas de recuento más altas. Sin embargo, la aplicación moderna del "enfriamiento electrónico" (véase más adelante) puede ampliar este límite superior considerablemente.

### Extinción química
Los tubos de autoextinción o de enfriamiento interno detienen las descargas sin ayuda externa, por medio de la adición de una pequeña cantidad de un vapor orgánico poliatómico tal como el butano o el etanol, o, alternativamente, un halógeno tal como el bromo o el cloro.
Si añade como extintor un gas diatómico pobre en el tubo, los iones de argón positivo, durante su movimiento hacia el cátodo, tendrían múltiples colisiones con las moléculas de gas inhibidor de la fluorescencia y les transferirían su carga y un poco de energía. Por lo tanto, se producirían átomos de argón neutros y los iones del gas extintor a su vez alcanzarían el cátodo, ganarían electrones del mismo, y pasarían a estados excitados que se desintegran por la emisión de un fotón, reiniciando la producción de una descarga en el tubo. Sin embargo, las moléculas del gas extintor cuando se excita pierden su energía no por emisión de fotones, si no por la disociación en moléculas. De este modo no se producen impulsos espurios.

### Extinción externa
El enfriamiento externo, a veces también llamado "enfriamiento activo" o "enfriamiento electrónico", utiliza la electrónica de alta velocidad de control para eliminar y volver a aplicar rápidamente el alto voltaje entre los electrodos después de cada pico de descarga. Esto se traduce en un enfriamiento del tubo más rápido que el resultante de utilizar el efecto del gas solo, pudiéndose aumentar la tasa de recuento máxima del tubo. Esta técnica también se conoce como "tiempo de conteo".

### Repliegue
Una de las consecuencias del efecto tiempo muerto es la posibilidad de una alta tasa de recuento de disparo continuamente el tubo antes de que haya transcurrido el tiempo de recuperación. Esto puede producir pulsos demasiado pequeños para ser detectados por el sistema electrónico de conteoy dar lugar a la situación muy indeseable, por el que un contador G-M en un campo de radiación muy alta está indicando falsamente un nivel bajo. Este fenómeno se conoce como "repliegue". Una regla empírica de la industria es que el circuito discriminador de la recepción de la salida del tubo debe detectar a 1/10 de la magnitud de un pulso normal para protegerse contra este efecto. Además, el circuito debe detectar cuándo se ha producido un "pulso acumulado", donde el voltaje aparente del ánodo se ha desplazado a un nuevo nivel de corriente continua a través de la combinación de un alto recuento de impulsos y el ruido de fondo producido por las descargas secundarias. El diseño electrónico de los contadores Geiger-Müller debe ser capaz de detectar esta situación y dar una alarma; que normalmente se hace mediante el establecimiento de un umbral indicativo de una corriente excesiva en el tubo.

## Eficiencia de detección
La eficacia de la detección de un tubo de G-M varía con el tipo de la radiación incidente. Tubos delgados con ventana final tienen eficiencias muy altas (puede ser casi del 100%) para radiación beta de alta energía, aunque la energía beta disminuye debido a la atenuación producida por el material de la ventana. Las partículas alfa también son atenuadas por la ventana. Como las partículas alfa tienen un alcance máximo de menos de 50 mm en el aire, la ventana de detección debe estar lo más cerca posible de la fuente de radiación. La atenuación de la ventana se suma a la atenuación del aire, por lo que la ventana debe tener una densidad tan baja como 1,5 a 2,0 mg/cm² para dar un nivel aceptable de eficiencia de detección. El artículo sobre el poder de frenado de la radiación de diversas sustancias explica con más detalle los rangos para los tipos de partículas de distintas energías.
La eficacia del recuento de radiación de fotones (gamma y rayos X por encima de 25 keV) depende de la eficiencia de la interacción de la radiación con la pared del tubo, que aumenta con el número atómico del material de la pared. El hierro cromado es un material comúnmente utilizado, que da una eficiencia de alrededor del 1% sobre una amplia gama de energías.

## Compensación de energía

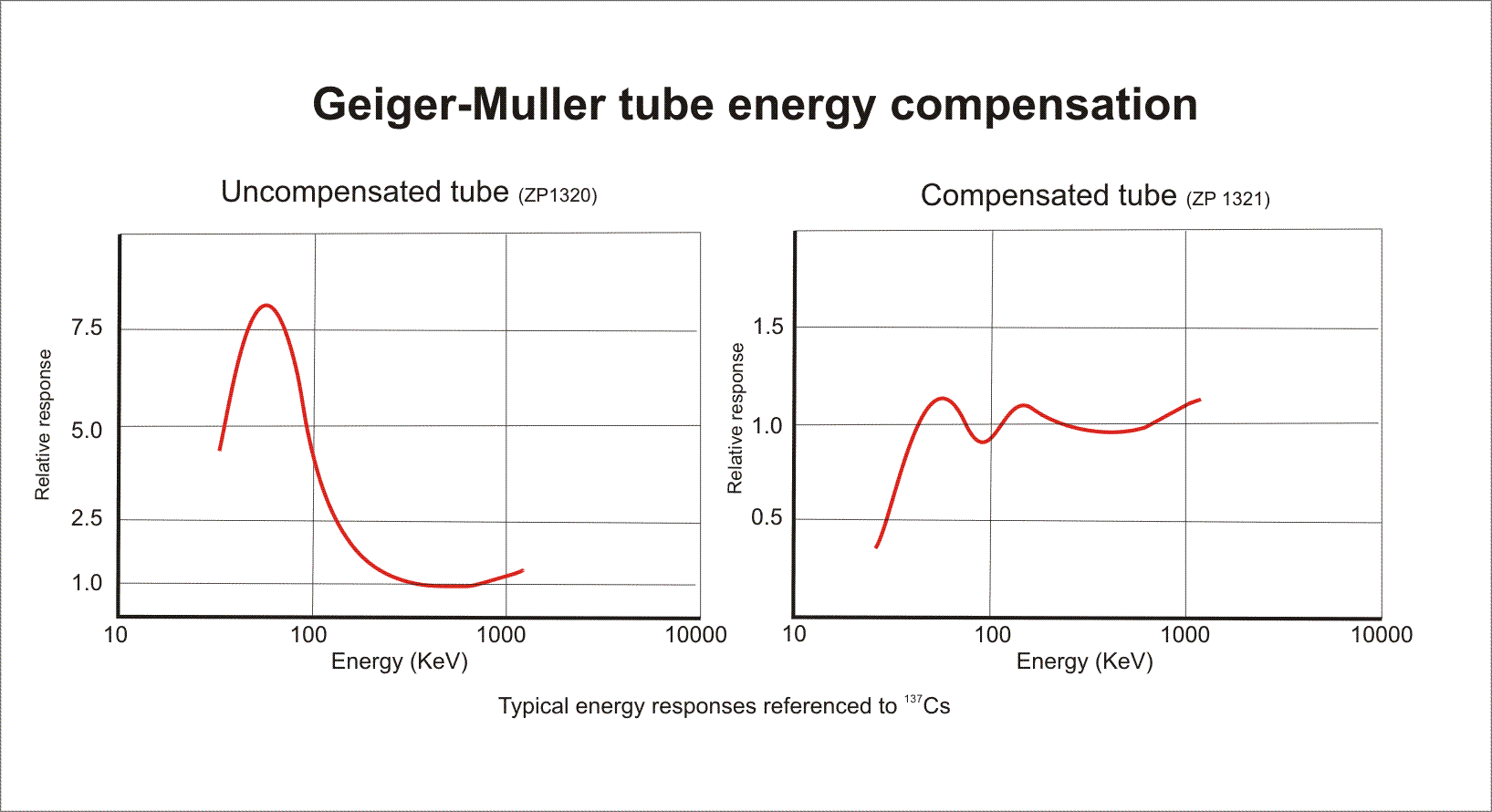
Curvas de respuesta comparativas para tubo G-M con y sin compensación de energía de la radiación.

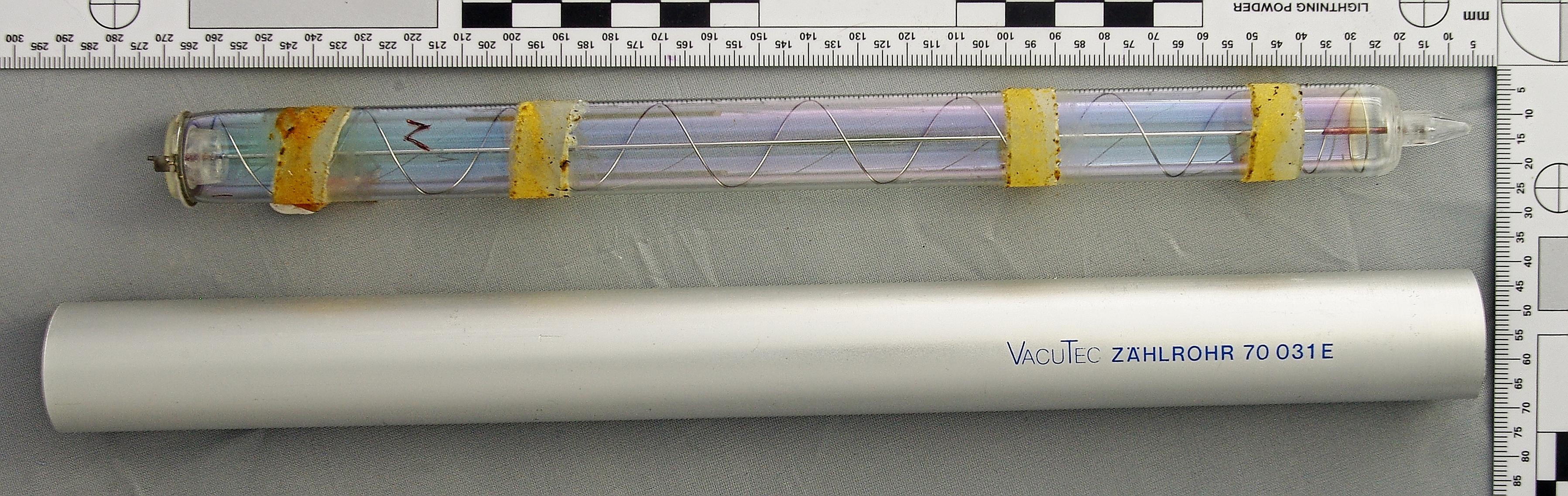
Tubo G-M con paredes delgadas mostrando un cátodo de alambre en espiral. Las bandas de la cinta son para la fijación de los anillos compensadores.

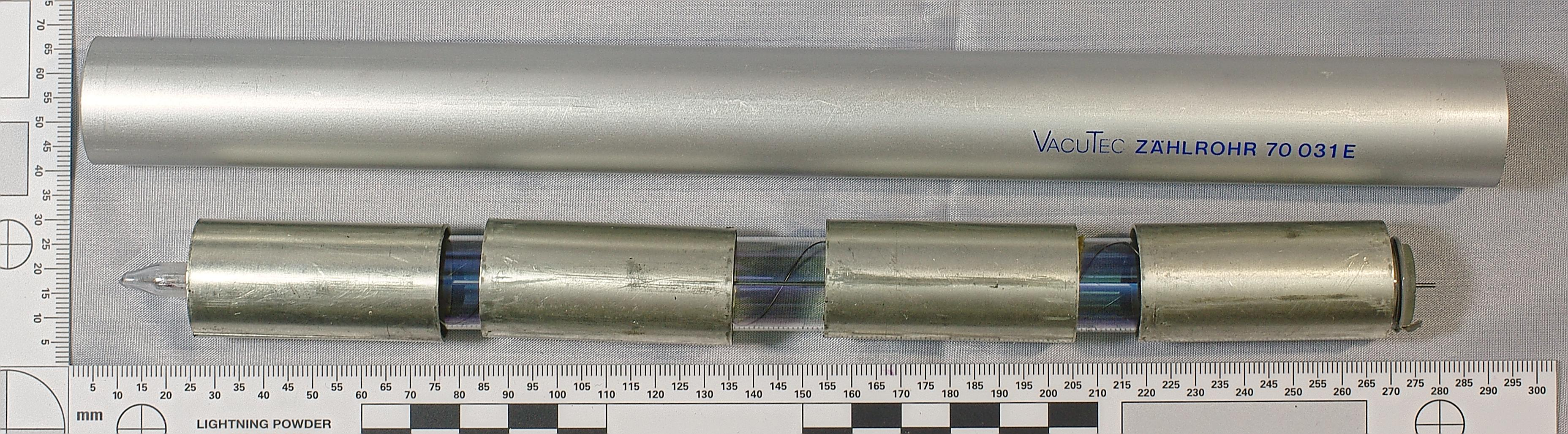
Tubo G-M con paredes delgadas equipado con los anillos de compensación de energía. El montaje completo encaja en la carcasa de aluminio.

Si un tubo G-M se diseña para ser utilizado para detectar radiación gamma o rayos X en mediciones de dosimetría, debe tenerse en cuenta la cantidad de energía de la radiación incidente, que afecta al efecto ionizante. Sin embargo, los pulsos individuales obtenidos por un tubo G-M no llevan ninguna información respecto a la energía de la radiación detectada. Una solución es asignar una dosis de radiación a cada evento de recuento, por lo que las características del tubo relacionan directamente el número de conteos con la intensidad energética de la radiación incidente.
A niveles bajos de energía de los fotones, la respuesta aumenta sensiblemente debido a que tienen una mayor interacción con el gas de relleno que los fotones de alta energía. Por tanto, el tubo tiene un aumento de la respuesta para la radiación que tiene una tasa de energía más baja, y debe aplicarse una corrección para evitar una alta lectura incorrecta de fotones de baja energía. Esta discrepancia puede ser 2-3 veces mayor o más. En un tubo de pared gruesa, generalmente los picos de radiación de aproximadamente 60 keV presentan interacciones con el gas aún mayores, superponiéndose el efecto protector de la pared que no se convierte en dominante.
Esta corrección se logra mediante la "compensación de energía" del tubo, lo que modifica el número de eventos de recuento de acuerdo con la energía de la radiación incidente mediante el uso de unas camisas de material de filtro externas que absorben energía. Estas camisas o collares producen una mayor atenuación de la radiación gamma de baja energía, y así compensan el aumento de la respuesta de energía del tubo desnudo en esos niveles. El objetivo es que la relación entre las características de sensibilidad/energía del tubo, debe ir acompañada de la relación entre las características de absorción/energía de los filtros. Esto se traduce en una respuesta más uniforme del tubo en el intervalo establecido de las energías de detección.
El plomo y el estaño son materiales de uso común, con los que se puede hacer un filtro sencillo eficaz por encima de los 150 keV usando un collar continuo a lo largo de la longitud del tubo. Sin embargo, a niveles de energía más bajos esta atenuación puede llegar a ser demasiado grande, por lo que se dejan espacios sin cubrir por la camisa para permitir que la radiación de baja energía pueda tener un efecto mayor. En la práctica, el diseño de filtros de compensación es una solución de compromiso empírica para producir una respuesta aceptablemente uniforme, y un buen número de diferentes materiales y geometrías se utilizan para obtener la corrección requerida.